# Udalmella gamboa
Genre
Espèce
Udalmella gamboa, unique représentant du genre Udalmella, est une espèce d'araignées aranéomorphes de la famille des Salticidae.

## Distribution
Cette espèce est endémique du Panama.

## Publication originale
- Galiano, 1994 : Dos nuevas especies de Salticidae (Araneae) de Panamá. Scientia (Panama), vol. 8, no 1, p. 191-202.